# シュヴァーベン

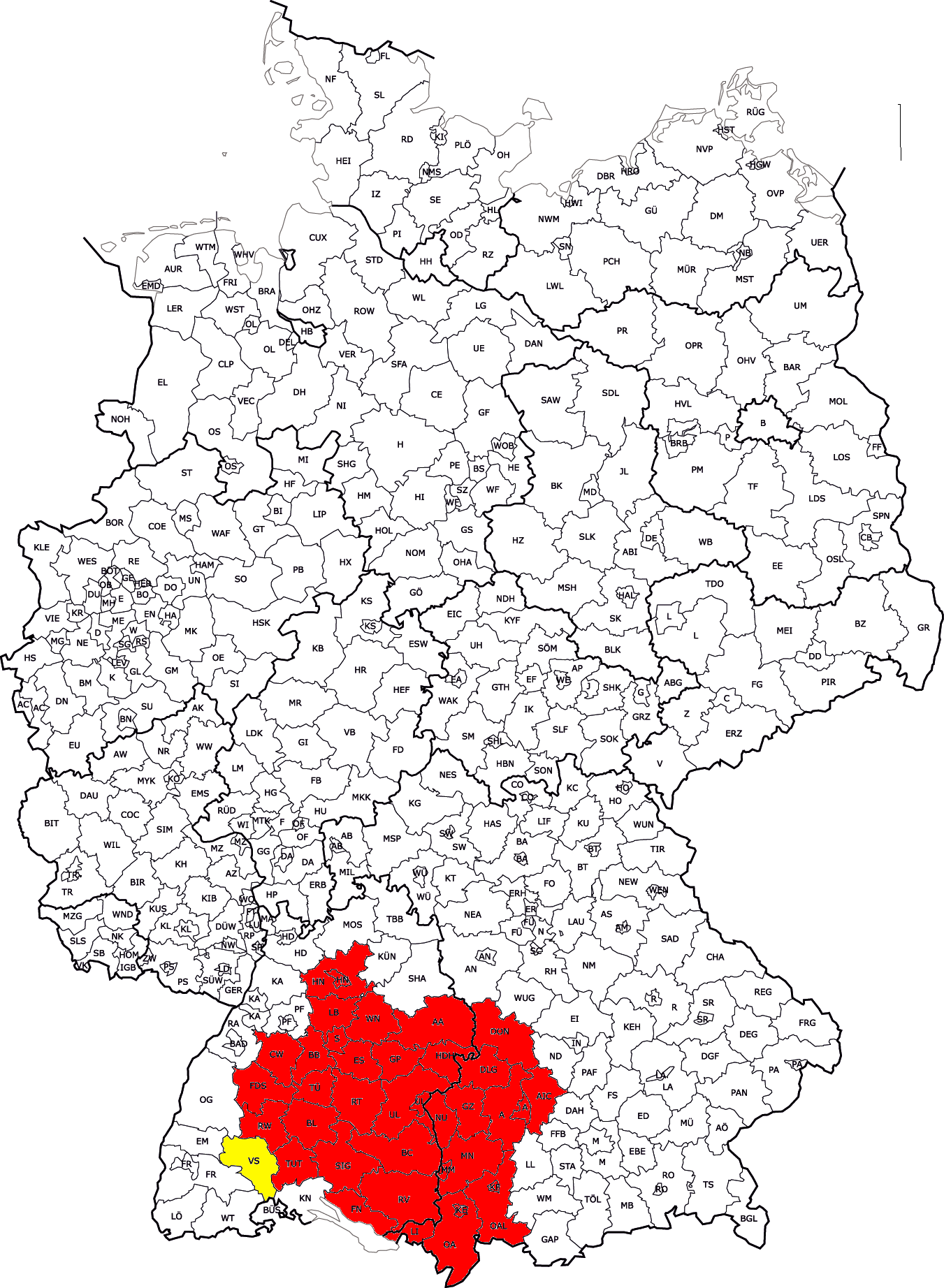
現在のドイツの行政範囲におけるシュヴァーベンの範囲（赤）

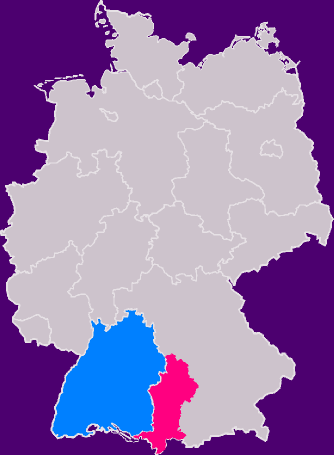
ドイツ内におけるシュヴァーベンの位置。青はバーデン＝ヴュルテンベルク州、赤はバイエルン州内のシュヴァーベン行政管区

シュヴァーベン（標準ドイツ語: Schwaben、アレマン語: Schwobe、バイエルン・オーストリア語: Schwobm）は、ドイツ南西部の地域。日本語では「シュワーベン」と音写される場合もある。英語ではスウェイビアまたはスワビア(Swabia)、フランス語ではスワーブ(Souabe)と表記される。おもにシュヴァーベン語を言語とするアレマン系シュヴァーベン人が多く、宗教はカトリックが大部分を占める。

## 地理
バーデン＝ヴュルテンベルク州の中東部・南東部を中心（シュトゥットガルトやウルムなど）として、バイエルン州南西部などを含む一帯を指す現在となってはやや漠然とした、歴史的な地方名称として残存している。
現在の行政区域では、アウクスブルクを中心としたバイエルン州南西部の行政地区に「シュヴァーベン」という名が残っている。これは「バイエルンのシュヴァーベン」(Bayerisch-Schwaben)と呼ばれる地域である。
地理的にイタリア（北イタリア）とも遠くないため、バイエルン、ケルンテンと同様に他のドイツ地域と異なりパスタ、ピザなどの郷土料理も多い。
北部のヴュルテンベルク（フランケン地方南西部）や、シュヴァーベンと同じアレマン人の住域に属する南中部のボーデン湖から西部のシュヴァルツヴァルトの森を含むアルザスと隣接するバーデン地方（広義的にはオーストリア西部のフォアアールベルク州、リヒテンシュタイン公国、スイス（ドイツ語圏）も含む）とは若干異なり、東部のシュヴァーベン地方の方言はドイツ語の中でも「訛りが強い」と言われ、文化的にも抱かれた独特の風土は、一般にドイツの中でも特異であると認識されている。
そのため、ドイツ南部では伝統的に「シュヴァーベン人」といえば「田舎者」の代名詞とするような慣習もある。一方で、分をわきまえた倹しい精神の象徴としても引き合いに出される。2008年9月のリーマン・ブラザーズ（ドイツ系ユダヤ人が創始者）破綻の際、メルケル首相（当時）は「欧米の窮状の理由を知りたければ、『シュヴァーベンの主婦』に聞くがいい」と述べた。

## 歴史
民族移動時代に現れたスエビ族（スウェイビア / シュエビ族）が名称の由来。その故地とされるが、歴史的にはむしろアレマン人の領域とほぼ重なり、用いられる言語もアレマン語の系統に属するシュヴァーベン語である。
中世にはシュヴァーベン公国として存在し、特に12世紀にシュヴァーベン公の家系であったホーエンシュタウフェン家（シュタウフェン家）が神聖ローマ帝国の皇帝を出したことで知られる。同家の衰退後、フランケン地方出身で公国内の有力領主であったヴュルテンベルク伯家が、シュヴァーベン公国を発展継承する形で1495年にヴュルテンベルク公国を建国した（のち1803年選帝侯国、1806年にはヴュルテンベルク王国に昇格する）。その後も神聖ローマ帝国の時代を通して、バーデン辺境伯領などとともにシュヴァーベン帝国クライスを形成していた。
ニュルンベルク城伯、ドイツ騎士修道会団長、ブランデンブルク辺境伯、プロイセン王国王家などを経て、のちにはドイツ帝国皇帝となった名門ホーエンツォレルン家（ヴュルテンベルク家と縁戚関係にある）も、元来はシュヴァーベン貴族の分家であり、本家は19世紀までこの地方にとどまっていた。また、家名の由来となったホーエンツォレルン城もこの地にある。
17世紀には、神秘主義的傾向をもつルター派の一派敬虔主義運動の中心地となった。

## 雑誌
- Suevica. Beiträge zur schwäbischen Literatur- und Geistesgeschichte. Herausgegeben von Reinhard Breymayer. Stuttgart: Verlag Hans-Dieter Heinz, Akademischer Verlag Stuttgart, ISSN 0179-2482